# 永不停止
《On Ken's Time》是臺灣偶像明星朱孝天的第一張個人專輯、於2005年1月6日發行。本專輯同時也是朱孝天在與F4合作後的首張個人專輯。

## 曲目
1. 永不停止
2. 可是我
3. La La La
4. 一個好人
5. 黑白
6. 中計
7. 傻情人
8. 復活
9. 領悟
10. 帶我離開